# Por una cabeza
Por una cabeza, que em português significa "por uma cabeça", é um tango composto em 1935 com música de Carlos Gardel e letra de Alfredo Le Pera.
A letra da música fala de um apostador compulsivo em corridas de cavalo que compara seu vício pelos cavalos com sua atração por mulheres.
A música foi interpretada por numerosas orquestras de tango e recentemente passou a aparecer mais frequentemente em filmes e na televisão - não só por sua inquestionável qualidade como também pelo término do prazo dos direitos autorais, que passaram para domínio público após o aniversário de 50 anos da morte de Le Pera e Gardel.

## Por una cabezano cinema e na televisão
- Episódio 37 de Nip/Tuck,
- Ivy, quer casar comigo?
- A lista de Schindler
- The Godfather 1
- Perfume de mulher
- True Lies
- All the King's Men (2006)
- Episódio 9 de Sweet Spy (2005).
- Bad Santa
- Os Doze Macacos
- Bons Costumes (Easy Virtue) (2008)
- Episódio 4 de A Discovery of
- Episodio 1 t2 de La Casa de Papel
- Nu (2017)

## Letra
| Espanhol                                         |  |
| ------------------------------------------------ |  |
| Por una cabeza de un noble potrillo              |  |
| que justo en la raya afloja al llegar            |  |
| y que al regresar parece decir:                  |  |
| no olvides, hermano,                             |  |
| vos sabes, no hay que jugar...                   |  |
| Por una cabeza, metejón de un dia,               |  |
| de aquella coqueta y risueña mujer               |  |
| que al jurar sonriendo,                          |  |
| el amor que esta mintiendo                       |  |
| quema en una hoguera todo mi querer.             |  |
| Por una cabeza                                   |  |
| todas las locuras                                |  |
| su boca que besa                                 |  |
| borra la tristeza,                               |  |
| calma la amargura.                               |  |
| Por una cabeza                                   |  |
| si ella me olvida                                |  |
| que importa perderme,                            |  |
| mil veces la vida                                |  |
| para que vivir...                                |  |
| Cuantos desengaños, por una cabeza,              |  |
| yo jure mil veces no vuelvo a insistir           |  |
| pero si un mirar me hiere al pasar,              |  |
| su boca de fuego, otra vez, quiero besar.        |  |
| Basta de carreras, se acabo la timba,            |  |
| un final reñido yo no vuelvo a ver,              |  |
| pero si algun pingo llega a ser fija el domingo, |  |
| yo me juego entero, que le voy a hacer.          |  |